# Gilla Pátraic mac Donnchada
Gilla Pátraic mac Donnchada (mort en 996) fut roi d' Osraige il est l'ancêtre éponyme des Mac Giolla Phádraig (anglicisé en Fitzpatrick).

## Règne
Gilla Pátraic est le fils de  Donnchad mac Cellaig et de son épouse Echrad ingen Matudán. Donnchad mac Cellaig, est un descendant du célèbre roi d'Osraige Cerball mac Dúnlainge . Il succède à son père en 976 et règne 21 ans selon la liste « Reges Ossairge » du Livre de Leinster . 
Il est mentionné pour la première fois dans les Annales des quatre maîtres en 982 lorsqu'elles relèvent, qu'il pille Leighlinbridge, puis en expiation, offre avec ses deux fils des présents à « Molaise », en plus de faire pénitence En 985 Brian Boru attaque son royaume mais ne réussit pas à lui imposer sa suzeraineté  . En 990 son frère le tanaiste Tadhg, fils de Donnchadh, est tué par le Hommes de Munster  Plus tard lors d'une seconde campagne du roi de Munster son royaume est ravagé il est capturé et doit donner des otages .
Après un règne de 21 ans, Gilla Pátraic est tué par Donndubán, fils d'Ivarr roi des Vikings de Waterford, et Domhnall mac Faelain, roi des Déisis . La même année Donndubán est tué par les « Hommes de Leinster » qui voulaient venger Diarmait mac Donchadha le roi des Uí Cheinnselaigh qu'il avait fait assassiner traîtreusement la même année

## Postérité
De son épouse Malemuire, fille de Aralt mac Sitric, il laisse quatre filsː ̈
- Donnchad mac Gilla Pátraic, roi d'Osrage et roi de  Leinster:
- Dunghal, tué en 1015 [9];
- Tadhg ,aveuglé par son frère en  1027[10];
- Muircheartach, Leth ri en 1039, tué par les Ui-Caelluidhe  en 1041 [11].

## Sources
- (en) Francis John Byrne, Irish Kings and High-Kings, Londres, Batsford, 1973 (ISBN 0-7134-5882-8)
- (en) William Carrigan The History and Antiquities of the Diocese of Ossory
- (en) J.F. Shearman, « Loca Patriciana: Part XII. The Early Kings of Ossory: The Seven Kings of Cashel Usurpers in Ossory: The Kings of the Silmaelodra-Of the Clan Maelaithgen - Maelduin Mac Cumiscagh-Cearbhall Mac Dungal: The Anglo-Norman Invasion of OssoryMartin the Elder, a Patrician Missionary in Ossory: His Churches », The Journal of the Royal Historical and Archaeological Association of Ireland, vol. 4 no 33/34,‎ 1878, p. 336-408 (JSTOR 25506726) Consulté le 23 mars 2021